# Cornelia Funke
Cornelia Funke és una escriptora alemanya de literatura infantil i juvenil, nascuda al 10 de desembre del 1958 a Dorsten (Westfàlia, Alemanya).
Ha escrit més de 40 llibres per nens i joves. L'any 2005 fou elegida per la revista Time com una de les cent persones més influents del món.

## Biografia
Després de graduar-se a l'escola Sta. Ursula Grammar a Dorsten, Funke va obtenir un títol d'educació teòrica a Hamburg. De petita volia ser astronauta, però el seu somni de veure les estrelles es va acabar quan va veure que necessitava un entrenament militar. També desitjà convertir-se en pilot o viure amb els pell roges. Posteriorment, treballà tres anys com a treballadora social per a nens desafavorits. Les històries d'aquests nens l'inspiraren que escrivís i il·lustrés les seves novel·les. Volia fer d'aquest món un lloc millor ajudant els altres. Després d'acabar un curs d'il·lustració a la universitat d'Hamburg, treballà com a dissenyadora de jocs de taula i il·lustradora de contes infantils. Necessitava escriure, dibuixar i dissenyar. Abans de traslladar-se als Estats Units, Funke treballà pel canal alemany ZDF, escrivint guions en el programa Siebenstein. El maig de 2005 es traslladà d'Hamburg a Los Angeles amb el seu marit, Rolf, i els seus fills, Anna (nascuda el 1990, que llegia tots els seus llibres abans de la seva publicació) i Ben (nascut el 1994). Funke,conjuntament amb el cineasta Guillermo del Toro va adaptar en forma de novel·la la seva oscaritzada pel·lícula "El laberint del faune" (2006). Els seus llibres han estat traduïts a més de 30 idiomes.

## Obres literàries

### Reckless
És la sèrie més nova de l'autora. La primera novel·la va estrenar-se el 14 de setembre de 2010 en 12 països alhora. Narra les aventures en un món paral·lel fantàstic al qual s'accedeix a través d'un mirall.
- Reckless. Carn de pedra (2010)[5]
- Reckless. Ombres vivents (2012)[6]
- Reckless. El fil d'or (2016)
- The Silver Tracks (2021)[7]

### Món de Tinta
Una de les seves novel·les més ambicioses és el best-seller Cor de tinta, en la qual els personatges dels llibres poden cobrar vida gràcies a l'extraordinària capacitat lectora dels protagonistes.
- Cor de tinta (2004)
- Sang de tinta (2005)
- Mort de tinta (2008)

### Les gallines boges
Les gallines boges és una sèrie de llibres que narra les aventures de quatre noies (Sardine, Frida, Melanie i Trude) que un bon dia decideixen formar una colla. Però la colla d'uns nois, els Pigmeus, no pararà de molestar-les. Més tard se les hi unirà una cinquena gallina que es diu Wilma, que s'encarregarà d'espiar els Pigmeus, ja que en això és molt bona.
- Les Gallines Boges 1. Una pandilla genial (2005)
- Les Gallines Boges 2. Un viatge amb sorpresa (2005)
- Les Gallines Boges 3. Que ve la guineu! (2006)
- Les Gallines Boges 4. El secret de la felicitat (2006)
- Les Gallines Boges 5. I l'amor (2007)

### Altres novel·les
- Quan el Pare Noel caigué del cel (2006)
- Cornelia Funke explica contes (2005)
- Deixeu en pau la Mississippi! (2005)[8]
- El dragó de la llum de lluna (2005)
- Emma i el geni blau (2005)
- Jule i els pirates patosos (2005)
- Potilla i el lladre de barrets (2005)
- El cavaller del drac (2004)
- Igraine la valenta (2003)
- El senyor dels lladres (2002)
- Darrere de les finestres encantades (1993)
- Dues brixetes salvatges
- No hi ha galetes per als follets[9]
- El cavaller fantasma[10]
- El laberint del faune[11][12]